# Zorochros caucasicus
Zorochros caucasicus là một loài bọ cánh cứng trong họ Elateridae. Loài này được Jagemann miêu tả khoa học năm 1939.